# Kazimierz Grabowski (generał)

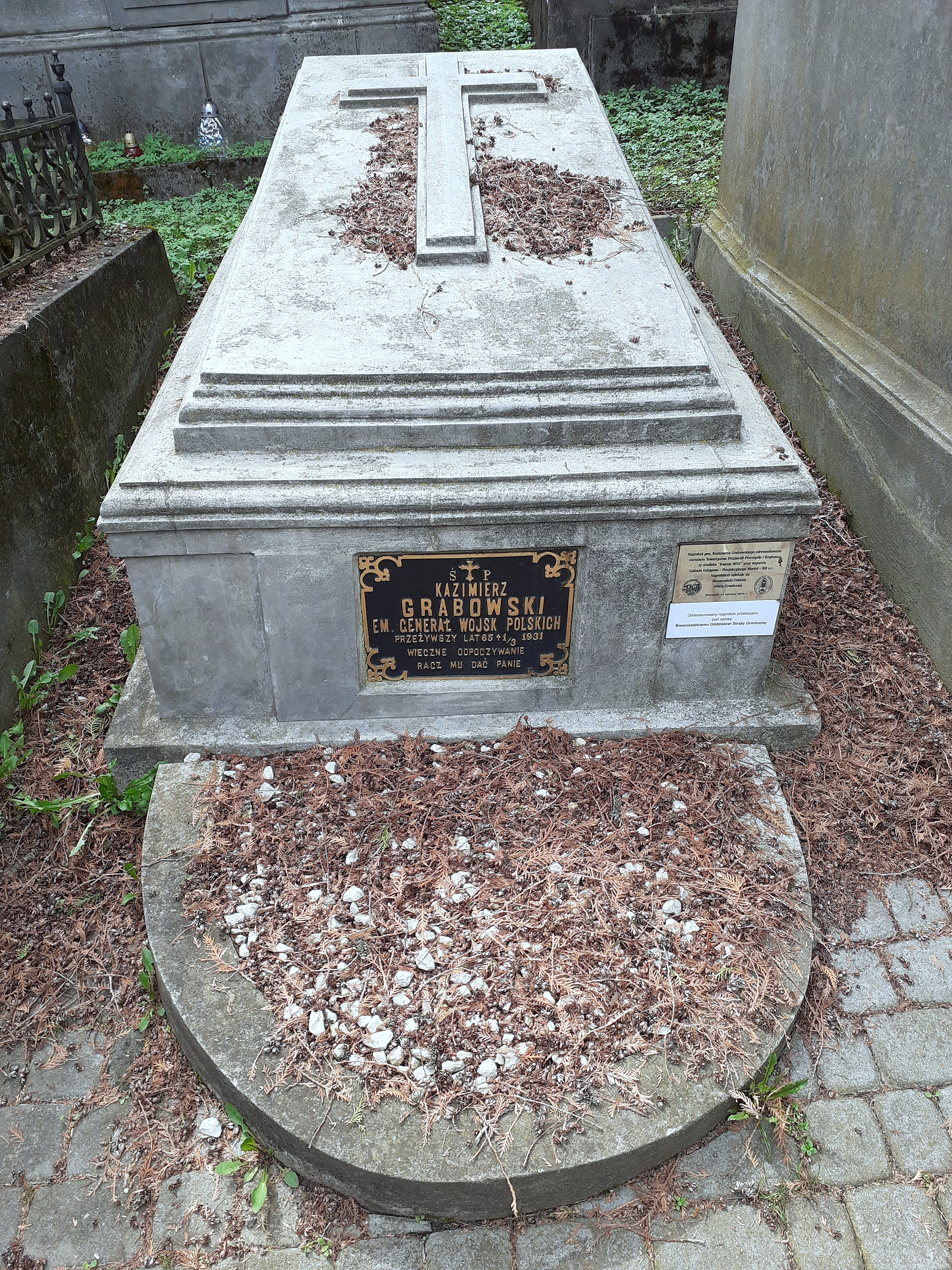
Nagrobek gen. Kazimierza Grabowskiego

Kazimierz Grabowski (ur. 22 lutego 1866 w Łomży, zm. 1 marca 1931 w Przemyślu) – tytularny generał brygady Wojska Polskiego.

## Życiorys
Kazimierz Grabowski urodził się 22 lutego 1866 w Łomży, w rodzinie Jana, urzędnika Izby Skarbowej, i Wiktorii z Mirgerów. Edukował się w gimnazjum filologicznym w Łomży i Szkole Junkrów. Od 18 marca 1886 służy w armii Imperium Rosyjskiego. Uczestnik I wojny światowej. We wrześniu 1914 roku dostał się do niewoli niemieckiej, w której przebywał do października 1918.
13 grudnia 1918 został przyjęty do Wojska Polskiego z zatwierdzeniem posiadanego stopnia majora ze starszeństwem z 7 listopada 1918. 10 stycznia 1919 został przydzielony do Powiatowej Komendy Uzupełnień w Łowiczu na stanowisko zastępcy komendanta (od lipca była to PKU 10 pp). 12 września tego roku został przeniesiony do Powiatowej Komendy Uzupełnień 25 pp w Miechowie na stanowisko komendanta. 12 grudnia 1919 otrzymał przeniesienie na stanowisko komendanta PKU 36 pp w Mińsku Mazowieckim. 15 lipca 1920 roku został zatwierdzony z dniem 1 kwietnia 1920 roku w stopniu majora, w piechocie, w grupie oficerów byłych Korpusów Wschodnich i byłej armii rosyjskiej.
29 lipca 1920 został przeniesiony do Dowództwa Okręgu Generalnego „Kielce” na stanowisko szefa Wydziału V. W listopadzie 1921, po przeformowaniu DOGen. „Kielce” w Dowództwo Okręgu Korpusu Nr X oraz przeniesieniu do Przemyśla, objął stanowisko szefa Szefostwa Poborowego. W latach 1921–1922 jego oddziałem macierzystym był 4 Pułk Piechoty Legionów. 3 maja 1922 roku został zweryfikowany w stopniu pułkownika ze starszeństwem z 1 czerwca 1919 roku i 1. lokatą w korpusie oficerów piechoty. 27 września 1923, na łamach „Polski Zbrojnej”, Minister Spraw Wojskowych, generał broni Stanisław Szeptycki „za gorliwą i owocną pracę, wyraził tytularnemu generałowi brygady Grabowskiemu Kazimierzowi w imieniu Służby pochwałę i podziękowanie, życząc Mu równie pięknych rezultatów pracy na nowej drodze życia”. W udzielonej pochwale Minister zaznaczył, że Kazimierz Grabowski „w czasie swej 3-letniej służby na stanowisku Szefa Poborowego DOK Nr X, położył wielkie zasługi, tak w sprawach organizacji, jak i administracji wojskowej”.
Z dniem 31 października 1923 został przeniesiony w stan spoczynku, w stopniu tytularnego generała brygady, z powodu przekroczenia wieku w myśl § 72 pragmatyki oficerskiej. Mieszkał w Przemyślu. Tam 1 marca 1931 zmarł. Został pochowany na cmentarzu Głównym w Przemyślu (kwatera 19, rząd 6, grób 7). W 2015 nagrobek generała został odremontowany staraniem Towarzystwa Przyjaciół Przemyśla i Regionu,. Opiekę nad grobem sprawuje Bieszczadzki Oddział Straży Granicznej.
Kazimierz Grabowski był żonaty z Zofią z Irzkowskich, z którą miał jedno dziecko.

## Awanse
- podporucznik - 1889
- porucznik - 1893
- sztabskapitan - 1897
- kapitan - 1905
- major - 1918
- pułkownik - 1921
- tytularny generał brygady - 1923